# Aboubakar Keita
Aboubakar Keita (Abidjan, 5 novembre 1997) è un calciatore ivoriano, centrocampista del Nyíregyháza.

## Caratteristiche tecniche
È un mediano.

## Carriera

### Club
Cresciuto nelle giovanili del Copenaghen, ha esordito il 13 marzo 2016 in un match vinto 6-2 contro l'Aalborg.
Il 13 agosto 2018, i norvegesi dello Stabæk hanno reso noto l'ingaggio di Keita, che si è trasferito nel nuovo club con la formula del prestito, valido fino al mese di giugno 2019.

### Nazionale
Nel 2013 ha partecipato ai Mondiali Under-17.

## Statistiche

### Presenze e reti nei club
Statistiche aggiornate al 14 luglio 2020.
| Stagione          | Squadra           | Campionato        | Campionato | Campionato | Coppe nazionali | Coppe nazionali | Coppe nazionali | Coppe continentali | Coppe continentali | Coppe continentali | Altre coppe | Altre coppe | Altre coppe | Totale | Totale | Totale |
| Stagione          | Squadra           | Comp              | Pres       | Reti       | Comp            | Pres            | Reti            | Comp               | Pres               | Reti               | Comp        | Pres        | Reti        | Pres   | Reti   |        |
| ----------------- | ----------------- | ----------------- | ---------- | ---------- | --------------- | --------------- | --------------- | ------------------ | ------------------ | ------------------ | ----------- | ----------- | ----------- | ------ | ------ | ------ |
| 2015-2016         | Copenaghen        | SL                | 2          | 0          | CD              | 1               | 0               |                    | -                  | -                  |             | -           | -           | 3      | 0      |        |
| 2016-mar. 2017    | Copenaghen        | SL                | 2          | 0          | CD              | 1               | 0               | UCL+UEL            | 2+1                | 0                  |             | -           | -           | 6      | 0      |        |
| 2017              | Halmstad          | A                 | 25         | 2          | CS              | 0               | 0               |                    | -                  | -                  |             | -           | -           | 25     | 2      |        |
| gen.-giu. 2018    | Copenaghen        | SL                | 0          | 0          | CD              | 0               | 0               | UCL+UEL            | 0                  | 0                  |             | -           | -           | 0      | 0      |        |
| lug.-ago. 2018    | Copenaghen        | SL                | 0          | 0          | CD              | 0               | 0               | UEL                | 0                  | 0                  |             | -           | -           | 0      | 0      |        |
| Totale Copenaghen | Totale Copenaghen | Totale Copenaghen | 4          | 0          |                 | 2               | 0               |                    | 3                  | 0                  |             | -           | -           | 9      | 0      |        |
| ago.-dic. 2018    | Stabæk            | ES                | 10+2       | 2+0        | CN              | -               | -               |                    | -                  | -                  |             | -           | -           | 12     | 2      |        |
| gen.-giu. 2019    | OH Lovanio        | D2                | 5          | 0          | CB              | -               | -               |                    | -                  | -                  |             | -           | -           | 5      | 0      |        |
| 2019-2020         | OH Lovanio        | D2                | 21         | 0          | CB              | 1               | 0               |                    | -                  | -                  |             | -           | -           | 22     | 0      |        |
| Totale OH Lovanio | Totale OH Lovanio | Totale OH Lovanio | 26         | 0          |                 | 1               | 0               |                    | -                  | -                  |             | -           | -           | 27     | 0      |        |
| Totale carriera   | Totale carriera   | Totale carriera   | 65+2       | 4+0        |                 | 3               | 0               |                    | 3                  | 0                  |             | -           | -           | 73     | 4      |        |

## Palmarès

### Club

#### Competizioni nazionali
- Coppa di Danimarca: 1

Copenaghen: 2015-2016
- Campionato danese: 1

Copenaghen: 2015-2016